# Thomas Browne Henry
Thomas Browne Henry (Los Angeles, 7 novembre 1907 – La Mesa, 30 giugno 1980) è stato un attore statunitense.
Ha recitato in quasi cento film dal 1948 al 1970 ed è apparso in quasi cento produzioni televisive dal 1951 al 1968. È stato accreditato anche con i nomi Thomas B. Browne, Tom Henry Browne, Thomas B. Henry e Thomas Henry. Era il fratello dell'attore William Henry.

## Biografia
Thomas Browne Henry nacque a Los Angeles il 7 novembre 1907.
Partecipò a moltissime produzioni cinematografiche e televisive durante gli anni 40,50 e 60. La sua ultima apparizione sul piccolo schermo avvenne nell'episodio How to Succeed in Television Without Really Trying della serie televisiva La fattoria dei giorni felici, andato in onda il 24 gennaio 1968, che lo vede nel ruolo di Mr. Malone, mentre per il grande schermo l'ultima interpretazione risale al film Airport del 1970 in cui interpreta il professor Charles Ruch.
Morì a La Mesa, in California, il 30 giugno 1980 e fu cremato.

## Filmografia

### Cinema
- Jim lo sfregiato (Hollow Triumph) (1948)
- Il gorilla umano (Behind Locked Doors) (1948)
- Il verdetto (Sealed Verdict) (1948)
- Giovanna d'Arco (Joan of Arc) (1948)
- Egli camminava nella notte (He Walked by Night) (1948)
- Ho ritrovato la vita (Impact) (1949)
- Tulsa (1949)
- I morti non parlano (Johnny Allegro) (1949)
- Amaro destino (House of Strangers) (1949)
- Special Agent (1949)
- Flaming Fury (1949)
- Post Office Investigator (1949)
- Bagdad (1949)
- Chicago, bolgia infernale (Undertow) (1949)
- Sansone e Dalila (Samson and Delilah) (1949)
- Colpevole di tradimento (Guilty of Treason) (1950)
- Non voglio perderti (No Man of Her Own) (1950)
- La spia del lago (Captain Carey, U.S.A.) (1950)
- Shadow on the Wall (1950)
- Giungla d'asfalto (The Asphalt Jungle) (1950)
- Il padre della sposa (Father of the Bride) (1950)
- It's a Small World (1950)
- The Next Voice You Hear... (1950)
- The Skipper Surprised His Wife (1950)
- Per noi due il paradiso (My Blue Heaven) (1950)
- Vagabondo a cavallo (Saddle Tramp) (1950)
- Double Deal (1950)
- Il sottomarino fantasma (Mystery Submarine) (1950)
- Il mio bacio ti perderà (Belle Le Grand) (1951)
- Mr. belvedere suona la campana (Mr. Belvedere Rings the Bell) (1951)
- The Guy Who Came Back (1951)
- La danza proibita (Little Egypt) (1951)
- Saturday's Hero (1951)
- Vivere insieme (The Marrying Kind) (1952)
- L'ultima minaccia (Deadline - U.S.A.) (1952)
- L'impero dei gangster (Hoodlum Empire) (1952)
- La città atomica (The Atomic City) (1952)
- L'autocolonna rossa (Red Ball Express) (1952)
- Modelle di lusso (Lovely to Look at) (1952)
- L'angelo scarlatto (Scarlet Angel) (1952)
- The Winning Team (1952)
- Washington Story (1952)
- La giostra umana (Full House) (1952)
- Il prigioniero di Zenda (The Prisoner of Zenda) (1952)
- Altra bandiera (Operation Secret) (1952)
- Squilli di primavera (Stars and Stripes Forever) (1952)
- Ruby fiore selvaggio (Ruby Gentry) (1952)
- La signora vuole il visone (The Lady Wants Mink) (1953)
- Il giustiziere (Law and Order) (1953)
- Giulio Cesare (Julius Caesar) (1953)
- La tunica (The Robe) (1953)
- I veli di Bagdad (The Veils of Bagdad) (1953)
- Operazione Corea (Flight Nurse) (1953)
- Rivolta al blocco 11 (Riot in Cell Block 11) (1954)
- La strage del 7º Cavalleggeri (Sitting Bull) (1954)
- Pioggia di piombo (Black Tuesday) (1954)
- Uomini violenti (The Violent Men) (1955)
- Gli ostaggi (A Man Alone) (1955)
- The Toughest Man Alive (1955)
- Last of the Desperados (1955)
- Operazione Normandia (D-Day the Sixth of June) (1956)
- L'angelo del ring (The Leather Saint) (1956)
- La Terra contro i dischi volanti (Earth vs. the Flying Saucers) (1956)
- L'assassino della Sierra Nevada (A Strange Adventure) (1956)
- Fighting Trouble (1956)
- I filibustieri della finanza (The Power and the Prize) (1956)
- Calling Homicide (1956)
- The Desperados Are in Town (1956)
- Le pantere dei mari (Hellcats of the Navy) (1957)
- Beginning of the End (1957)
- A 30 milioni di Km dalla Terra (20 Million Miles to Earth) (1957)
- Anonima omicidi (Chicago Confidential) (1957)
- The Brain from Planet Arous (1957)
- L'impareggiabile Godfrey (My Man Godfrey) (1957)
- Domino Kid (1957)
- Blood of Dracula (1957)
- La vita di un gangster (I Mobster) (1958)
- Commandos (Darby's Rangers) (1958)
- Quantrill il ribelle (Quantrill's Raiders) (1958)
- La vera storia di Lucky Welsh (Showdown at Boot Hill) (1958)
- Tempi brutti per i sergenti (No Time for Sergeants) (1958)
- Wink of an Eye (1958)
- La statua che urla (Screaming Mimi) (1958)
- The Thing That Couldn't Die (1958)
- I fuorilegge della polizia (The Case Against Brooklyn) (1958)
- Space Master X-7 (1958)
- How to Make a Monster (1958)
- Il riscatto di un gangster (Johnny Rocco) (1958)
- Dinne una per me (Say One for Me) (1959)
- Il grande pescatore (The Big Fisherman) (1959)
- La negra bianca (I Passed for White) (1960)
- Rivolta indiana nel West (Oklahoma Territory) (1960)
- Svegliami quando è finito (Wake Me When It's Over) (1960)
- Sfida nella valle dei Comanche (Gunfight at Comanche Creek) (1963)
- Airport (1970)

### Televisione
- Goodyear Television Playhouse – serie TV, un episodio (1951)
- Family Theatre – serie TV, un episodio (1951)
- Space Patrol – serie TV, 2 episodi (1952-1953)
- Squadra mobile (Racket Squad) – serie TV, 2 episodi (1952-1953)
- Gang Busters – serie TV, 2 episodi (1952)
- China Smith – serie TV, 2 episodi (1952)
- Four Star Playhouse – serie TV, 2 episodi (1953-1956)
- Lux Video Theatre – serie TV, 6 episodi (1953-1957)
- La mia piccola Margie (My Little Margie) – serie TV, un episodio (1953)
- City Detective – serie TV, 2 episodi (1954-1955)
- Topper – serie TV, 2 episodi (1954-1955)
- General Electric Theater – serie TV, 2 episodi (1954-1957)
- Moby Dick – film TV (1954)
- Rocky Jones, Space Ranger – serie TV, 4 episodi (1954)
- Waterfront – serie TV, un episodio (1954)
- The George Burns and Gracie Allen Show – serie TV, 5 episodi (1955-1956)
- Schlitz Playhouse of Stars – serie TV, 2 episodi (1955-1956)
- The Millionaire – serie TV, 2 episodi (1955-1958)
- Cheyenne – serie TV, 2 episodi (1955-1960)
- The Whistler – serie TV, episodio 1x34 (1955)
- Tales of the Texas Rangers – serie TV, un episodio (1955)
- Navy Log – serie TV, episodi 1x23-3x19 (1956-1958)
- Chevron Hall of Stars – serie TV, un episodio (1956)
- Climax! – serie TV, episodio 2x20 (1956)
- Telephone Time – serie TV, un episodio (1956)
- Private Secretary – serie TV, un episodio (1956)
- Frida (My Friend Flicka) – serie TV, episodio 1x32 (1956)
- Il conte di Montecristo (The Count of Monte Cristo) – serie TV, un episodio (1956)
- The Adventures of Dr. Fu Manchu – serie TV, un episodio (1956)
- La pattuglia della strada (Highway Patrol) – serie TV, un episodio (1956)
- Crusader – serie TV, 2 episodi (1956)
- The Man Called X – serie TV, un episodio (1956)
- Scienza e fantasia (Science Fiction Theatre) – serie TV, episodi 2x08-2x22-2x33 (1956)
- Richard Diamond (Richard Diamond, Private Detective) – serie TV, 2 episodi (1957-1958)
- Tombstone Territory – serie TV, 4 episodi (1957-1959)
- Letter to Loretta – serie TV, 4 episodi (1957-1960)
- Perry Mason – serie TV, 3 episodi (1957-1960)
- Maverick – serie TV, 5 episodi (1957-1961)
- Broken Arrow – serie TV, un episodio (1957)
- State Trooper – serie TV, un episodio (1957)
- I racconti del West (Zane Grey Theater) – serie TV, un episodio (1957)
- The 20th Century-Fox Hour – serie TV, episodio 2x13 (1957)
- Corky, il ragazzo del circo (Circus Boy) – serie TV, episodio 1x24 (1957)
- The O. Henry Playhouse – serie TV, un episodio (1957)
- On Trial – serie TV, un episodio (1957)
- Code 3 – serie TV, un episodio (1957)
- The Adventures of Ozzie & Harriet – serie TV, un episodio (1957)
- Furia (Fury) – serie TV, un episodio (1957)
- Trackdown – serie TV, 2 episodi (1958-1959)
- Tales of Wells Fargo – serie TV, 2 episodi (1958-1961)
- The Veil – miniserie TV, un episodio (1958)
- Carovane verso il west (Wagon Train) – serie TV, un episodio (1958)
- The Adventures of Jim Bowie – serie TV, un episodio (1958)
- Lassie – serie TV, un episodio (1958)
- Alcoa Theatre – serie TV, un episodio (1958)
- Panico (Panic!) – serie TV, episodio 2x12 (1958)
- Avventure in fondo al mare (Sea Hunt) – serie TV, 2 episodi (1958)
- Bronco – serie TV, un episodio (1958)
- The Third Man – serie TV, 2 episodi (1959-1962)
- Mackenzie's Raiders – serie TV, un episodio (1959)
- Alcoa Presents: One Step Beyond – serie TV, un episodio (1959)
- The Real McCoys – serie TV, un episodio (1959)
- The Lineup – serie TV, un episodio (1959)
- Laramie – serie TV, un episodio (1959)
- Man with a Camera – serie TV, un episodio (1959)
- The Rebel – serie TV, un episodio (1959)
- Carovana (Stagecoach West) – serie TV, episodi 1x12-1x35 (1960-1961)
- Tightrope – serie TV, episodio 1x20 (1960)
- Johnny Ringo – serie TV, un episodio (1960)
- Ricercato vivo o morto (Wanted: Dead or Alive) – serie TV, episodi 2x30-3x02 (1960)
- The Case of the Dangerous Robin – serie TV, un episodio (1960)
- Dennis the Menace – serie TV, un episodio (1960)
- Bachelor Father – serie TV, un episodio (1960)
- Bonanza - serie TV, episodio 2x15 (1960)
- Mister Ed, il mulo parlante (Mister Ed) – serie TV, 3 episodi (1961-1966)
- The Andy Griffith Show – serie TV, un episodio (1961)
- The Gertrude Berg Show – serie TV, un episodio (1961)
- Outlaws – serie TV, episodio 2x11 (1961)
- The Jack Benny Program – serie TV, un episodio (1962)
- Gli uomini della prateria (Rawhide) – serie TV, episodio 4x20 (1962)
- The Dick Powell Show – serie TV, episodio 1x23 (1962)
- 87ª squadra (87th Precinct) – serie TV, un episodio (1962)
- Pete and Gladys – serie TV, episodio 2x32 (1962)
- Alcoa Premiere – serie TV, un episodio (1962)
- The Bill Dana Show – serie TV, un episodio (1964)
- The Beverly Hillbillies – serie TV, 2 episodi (1965-1966)
- Daniel Boone – serie TV, 2 episodi (1965-1966)
- The Crisis (Kraft Suspense Theatre) – serie TV, un episodio (1965)
- Mamma a quattro ruote (My Mother the Car) – serie TV, un episodio (1965)
- La grande vallata (The Big Valley) – serie TV, un episodio (1965)
- The Smothers Brothers Show – serie TV, un episodio (1965)
- Mona McCluskey – serie TV, un episodio (1965)
- La famiglia Addams (The Addams Family) – serie TV, un episodio (1965)
- Le spie (I Spy) – serie TV, un episodio (1967)
- Vita da strega (Bewitched) – serie TV, un episodio (1967)
- La fattoria dei giorni felici (Green Acres) – serie TV, un episodio (1968)